# Robert Adrain
Robert Adrain (30 septembre 1775 - 10 août 1843) est un mathématicien, considéré comme un des plus brillants mathématiciens du temps en Amérique.

## Biographie
Il est né à Carrickfergus, Irlande, mais part d'Irlande après l'échec du soulèvement des United Irishmen en 1798 et se rend à Princeton. Il enseigne les mathématiques dans différentes écoles aux États-Unis. 
Il est surtout connu pour sa formulation de la méthode des moindres carrés, publiée en 1808. Adrain ne connaissait probablement pas le travail de C.F. Gauss sur les moindres carrés (publié en 1809), mais il est possible qu'il ait lu l'article de A.M. Legendre sur le sujet (publié en 1804).
Adrain était l'éditeur et un contributeur du Mathematical Correspondent, la première revue de mathématiques  aux États-Unis. Plus tard il essaie par deux fois de fonder son propre journal, The Analyst, or, Mathematical Museum, mais les tentatives de 1808 et de 1814 n'attirent pas suffisamment de souscripteurs et il doit rapidement arrêter la publication. En 1825 il fonde une publication avec plus de succès, le The Mathematical Diary, qui sera publiée jusqu'en 1832.